# CO-OPN
 (avril 2023).
CO-OPN, pour Concurrent Object-Oriented Petri Nets, en français Réseaux de Petri Concurrents Orientés Objet, est un langage de modélisation développé [Quand ?] au Software Modeling and Verification Group de l'Université de Genève qui permet de décrire des ensembles de réseaux de Petri algébriques concurrents communicants d'une façon modulaire s'inspirant fortement de la programmation orientée objet.